# Zhaipo (sockenhuvudort i Kina, Sichuan Sheng, lat 32,60, long 106,83)
Zhaipo (kinesiska: 寨坡) är en sockenhuvudort i Kina. Den ligger i provinsen Sichuan, i den sydvästra delen av landet, omkring 340 kilometer nordost om provinshuvudstaden Chengdu. Antalet invånare är 2 099. Befolkningen består av 1 069 kvinnor och 1 030 män. Barn under 15 år utgör 23,0 %, vuxna 15-64 år 67 %, och äldre över 65 år 9,0 %.
Runt Zhaipo är det ganska tätbefolkat, med 172 invånare per kvadratkilometer. Närmaste större samhälle är Xinmin, 11,8 km sydväst om Zhaipo. I omgivningarna runt Zhaipo växer i huvudsak blandskog.
Genomsnittlig årsnederbörd är 1 225 millimeter. Den regnigaste månaden är juli, med i genomsnitt 292 mm nederbörd, och den torraste är december, med 2 mm nederbörd.